# Vere Bird
Vere Cornwall Bird (ur. 7 grudnia 1910 w Saint John’s, Antigua, zm. 28 czerwca 1999 w Saint John’s), pierwszy premier niepodległej Antigui i Barbudy, w latach 1981–1994. Jego syn Lester Bird zastąpił go jako premier. W 1994 został ogłoszony bohaterem narodowym.
W 1991 sprawował urząd ministra spraw zagranicznych.